# داستان استریت
داستان استریت (به انگلیسی: The Straight Story) فیلمی به کارگردانی دیوید لینچ محصول سال ۱۹۹۹ است. فیلم داستان سفر واقعی الوین استریت را در پهنای ویسکانسین و آیووا بر روی ماشین چمن زنی روایت می‌کند. در نام فیلم (The Straight Story) ایهام وجود دارد، استریت هم می‌تواند نام شخص باشد و هم کنایه‌ای از ساختار خطی فیلم. داستان استریت به فارسی نیز دوبله شده است.
این فیلم از دید منتقدان و بینندگان با موفقیت روبرو شد. گرچه فروش فیلم در گیشه در مجموع کمتر از حد انتظار بود. منتقدان به قوهٔ بازی شخصیت‌ها و به ویژه دیالوگ‌های واقع‌گرایانهٔ این فیلم توجه نشان دادند. راجر ایبرت دیالوگ‌های این فیلم را با کارهای ارنست همینگوی مقایسه کرده است. این فیلم نامزد دریافت نخل طلایی در جشنواره فیلم کن سال ۱۹۹۹ و ریچارد فارنزورث نامزد جایزه اسکار بهترین بازیگر نقش اول مرد شد.